# 북인도 교회

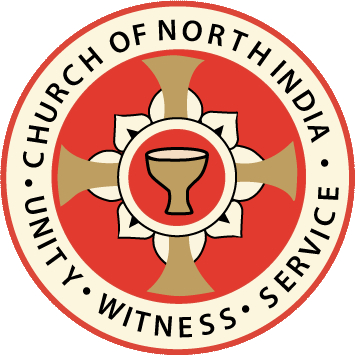

북인도교회(영어: The Church of North India (United))는 남인도 교회와 더불어 인도의 개신교 연합교회다. 1970년대 성공회, 북인도 연합교회(회중교회와 장로교회), 북인도의 감리교회(영국과 오스트레일리아 감리교회), 북인도 침례교 연맹(Council of Baptist Churches in Northern India), 그리스도의 사도교회의 연합에 의해 시작되었다. 북인도 교회는 현재 복합적인 연합교회의 형태를 유지하며, 다양한 개신교 전통을 공유하고 있다. 세계감리교협의회와 세계성공회공동체 등의 회원 교단이다.

## 같이 보기
- 세계성공회동체
- 인도의 기독교
- 남인도 교회
- 파키스탄 성공회